# Kumbo
Kumbo é uma cidade dos Camarões localizada na província de Noroeste. Kumbo é a capital do departamento de Bui.